# Jaime Lannister
Jaime Lannister, dit le Régicide, est l'un des personnages principaux de la saga Le Trône de fer écrite par George R. R. Martin ainsi que de son adaptation télévisée, Game of Thrones.
Fils aîné de lord Tywin Lannister, il est le frère de la reine Cersei, sa jumelle, et le frère aîné de Tyrion. Au début de l'intrigue il est membre de la garde royale du roi Robert Baratheon, dont il devient ensuite le lord-commandant. Jaime est considéré comme l'un des meilleurs combattants de Westeros mais c'est aussi un homme arrogant et cynique qui apparaît d'abord comme un antagoniste. Il a acquis le surnom de « Régicide » pour avoir tué le roi Aerys II, dernier souverain de la dynastie Targaryen.
Jaime Lannister est interprété à l'écran par Nikolaj Coster-Waldau.

## Histoire

### Dans les romans
Partageant une attirance réciproque pour sa sœur jumelle Cersei depuis leur plus tendre enfance, Jaime entame plus tard avec elle une relation amoureuse incestueuse et entre dans la garde Royale du roi Aerys II Targaryen pour se rapprocher d'elle à la cour. Le roi que Jaime a juré de protéger s'avère cependant être un dément obsédé par le feu qui viole sa femme et commet des actes d'une rare cruauté. Lors de la rébellion de Robert Baratheon, les Lannister restent neutres jusqu'au dernier moment, lorsque Lord Tywin décide finalement de rallier les rebelles. Lors du sac de Port-Réal, Jaime exécute le roi d'un coup d'épée dans le dos alors qu'il tentait de fuir. Il y gagne le surnom de « Régicide », et le mépris de tout le royaume, bien qu'il ait en réalité sauvé la ville d'Aerys II qui souhaitait la livrer au feu grégeois. Pardonné de ce crime par le nouveau roi et époux de Cersei, Robert Baratheon, Jaime poursuit sa relation amoureuse interdite avec sa sœur. De leur union naissent trois enfants, Joffrey, Myrcella et Tommen, dont la paternité est à tort attribuée à Robert.
Au début des romans, Jaime accompagne le cortège royal à Winterfell. Alors que le reste de la cour est à une partie de chasse, il est surpris en compagnie de sa sœur par Bran Stark. Il précipite le jeune garçon dans le vide, lui faisant perdre l'usage de ses jambes. Cette tentative de meurtre conduit à ce que son frère Tyrion soit injustement accusé puis capturé par Lady Catelyn Stark. En représailles, Jaime attaque lord Eddard Stark et ses hommes. Après la mort du roi Robert et l'éxécution d'Eddard Stark, le conflit entre les deux maisons dégénère en guerre civile et il prend la tête des armées Lannister et assiège Vivesaigues. Il enchaîne les victoires jusqu'à sa capture par Robb, le fils d'Eddard, lors de la Bataille du Bois-aux-Murmures, ayant auparavant tué au combat deux fils de Lord Karstark. Il est alors emprisonné à Vivesaigues.
Après le sac de Winterfell et l'annonce de la mort de Bran et Rickon Stark, Lady Catelyn décide de libérer Jaime en cachette en échange de la promesse de lui ramener ses filles saines et sauves de Port-Réal. Jaime accepte, ivre et l'épée sous la gorge. Il est accompagné dans ce périple par son cousin Cleos et Brienne de Torth. Après la mort accidentelle de ser Cleos, Jaime et Brienne sont capturés par un groupe de mercenaires nommé les Pitres Sanglants. Bien décidés à obtenir une rançon avant de rendre Jaime à son père, le chef des Pitres lui fait trancher la main droite, en guise de message. Jaime est soigné par Qyburn et se rapproche de Brienne après lui avoir confié les circonstances véritables du meurtre du roi Aerys. Renvoyé à Port-Réal par Lord Roose Bolton, qui souhaite ainsi s'attirer les faveurs de Lord Tywin, Jaime revient sur ses pas pour sauver la vie de Brienne qui avait été laissée aux mains des Pitres sanglants. Il arrive ensuite à Port-Réal pour y apprendre le décès de son fils biologique, le roi Joffrey Baratheon. Prenant ses fonctions de Commandant de la Garde royale, il envoie Brienne à la recherche de Sansa Stark et tente par diverses mesures, mais avec peu de succès, de réparer sa déplorable réputation. Il fait ensuite discrètement libérer son frère Tyrion, emprisonné à tort pour l'empoisonnement de Joffrey. Tyrion et lui se quittent en mauvais termes car Jaime lui avoue l'avoir délibérément trompé sur Tysha, la jeune fille qu'il avait épousée étant jeune et qu'il croyait être une prostituée engagée par son père pour l'humilier. À la suite de cela, Tyrion assassine leur père Tywin avec une arbalète.
Dans A Feast for Crows, après la mort de son père, Jaime refuse d'assurer le rôle de Main du Roi pour sa sœur avec qui il s'entend de moins en moins. Comme il conteste les décisions maladroites de cette dernière, il est envoyé par celle-ci loin de la cour afin de lever le siège de Vivesaigues, dont il obtient la capitulation par la menace. Il s'entraîne pendant ce temps à se battre de la main gauche avec Ilyn Payne mais ses progrès sont lents. Il apprend également que Cersei a couché avec d'autres hommes durant sa captivité. Peu après la chute de la forteresse, il reçoit une missive de sa sœur annonçant sa capture par le clergé des Sept pour adultère. Elle le supplie de venir la sauver, mais Jaime brûle la lettre.
Dans A Dance with Dragons, Jaime soumet les derniers vassaux des Tully qui ont soutenu Robb Stark en leur proposant des conditions généreuses. Brienne vient le trouver pour lui annoncer qu'elle a enfin retrouvé la trace de Sansa, censée être prisonnière de Sandor Clegane, mais qu'il doit l'accompagner seul. Ils partent tous les deux, sans rien dire de leur destination à personne.

## Caractérisation
Selon les mots d'un chroniqueur de la saga, Jaime Lannister est « un méchant mineur dans le premier volume, puis est essentiellement absent du deuxième avant de devenir soudainement un héros tragique dans le troisième ». Alors qu'il entretient une liaison incestueuse avec sa sœur jumelle et qu'il pousse dans le vide un jeune garçon au début des romans, il agit par la suite de façon plus héroïque, évitant notamment à Brienne de Torth d'être violée et sautant dans une fosse à ours pour lui sauver la vie. On apprend par ailleurs qu'il a tué le roi Aerys, acte qui lui vaut d'être méprisé à travers tout Westeros, pour l'empêcher de détruire par le feu Port-Réal, la capitale.
George R. R. Martin explique qu'il a voulu explorer à travers ce personnage le thème de la rédemption : « À partir de quand pouvons-nous nous racheter ? Est-ce que la rédemption est seulement possible ? [...] Quand pardonnons-nous aux gens ? [...] Combien de bonnes actions rattrapent une mauvaise action ? [...] Je ne connais pas la réponse mais ce sont des questions dignes d'être posées. J'aimerais croire qu'il y a une possibilité de rédemption pour nous tous car nous avons tous quelque chose sur la conscience. Nous devrions pouvoir être pardonnés. Parce que s'il n'y a aucune possibilité de rédemption, quelle est alors la réponse ? ». Au sujet de l'acte qui est le plus reproché à Jaime, avoir poussé Bran dans le vide, Martin s'exprime ainsi : « Bran a vu quelque chose qui équivaut en gros à une condamnation à mort pour Jaime, Cersei et leurs trois enfants. J'ai demandé à des gens qui ont des enfants ce qu'ils feraient dans la situation de Jaime. Ils disent d'abord tous qu'ils ne tueraient jamais un enfant. Je leur demande alors s'ils en sont bien sûrs. Car si Bran dit au roi Robert ce qu'il a vu, il va te tuer ainsi que ta sœur qui est aussi ton amante et tes trois enfants. À cet instant, beaucoup d'entre eux hésitent. Il y a probablement une majorité de gens qui finiraient par dire qu'ils pourraient tuer l'enfant de quelqu'un d'autre pour sauver leur propre enfant, même si cet enfant était innocent. Ce sont les décisions difficiles à prendre qui font de nous ce que nous sommes, et elles valent la peine d'être examinées ».

## Concept et création
C'est l'acteur Nikolaj Coster-Waldau qui a été choisi pour incarner Jaime dans la série télévisée adaptée des romans, Game of Thrones.